# Oliver Partington

a Compétitions nationales et continentales officielles uniquement.

Oliver Partington, né le 3 septembre 1998 à Billinge, petite paroisse civile située dans le district métropolitain de Wigan (Grand Manchester), est un joueur anglais de rugby à XIII  évoluant au poste de troisième ligne ou de pilier dans les années 2010 et 2020.
Natif de la région de Wigan, Oliver Partington pratique le rugby à XIII dans sa jeunesse et intègre le club des Wigan Warriors avec lequel il prend part à la Super League à partir de la saison 2018. Il y dispute près de cent matchs entrecoupés de périodes de prêt à Swinton Lions et London Skolars avant de rejoindre en 2023 Salford City Reds pour deux saisons. En 2025, il signe pour pour le club français des Dragons Catalans.

## Carrière
Produit par la formation des Wigan Warriors, Oliver Partington prend part à la saison 2018 de la Super League. Il connaît sa première rencontre en Super League contre les Castleford Tigers le 10 août 2018 lors du Super 8 et dispute cette saison là cinq rencontres. Wigan remporte cette saison là la Super League au terme d'une finale contre les Warrington Wolves à laquelle ne prend pas part O. Partington. Prêté en début de saison 2019 aux Swinton Lions, disputant trois rencontres de Championship, il est vite rappelé par les Wigan Warriors et prend au cours de la saison une place de titulaire que cela soit au poste de troisième ligne lors des absences de Sean O'Loughlin ou de pilier en étant préféré à Romain Navarrete et Ben Flower.
En 2020, dans une saison perturbée par la pandémie du COVID-19, S. O'Loughlin annonce son retrait en fin d'année. O. Partington glisse progressivement du poste de pilier auquel il était titulaire pour passer troisième ligne et prendre ainsi la succession de S. O'Loughlin. Ainsi, en finale de la Super League, O. Partington est aligné au poste de troisième ligne tandis que S. O'Loughlin est remplaçant. Dans cette finale tendue, St Helens RLFC s'impose par une petite marge 8-4 dans un stade à huis clos en raison de la pandémie.
Lors des saisons 2021 et 2022, Oliver Partington est un titulaire indiscutable au sein des Wigan Warriors en étant aligné à chaque rencontre soit pilier soit troisième ligne. Le club remporte la Challenge Cup en 2022 à laquelle toutefois O. Partington ne prend pas part par choix de l'entraîneur.
En 2023, il rejoint Salford City Reds et son pack d'avants. Durant deux saisons, son statut de titulaire ne bouge pas et il prend part à 42 rencontres de Super League. Toutefois, au cours de la saison 2024, le club anglais rencontre des difficultés financières et doit renflouer ses caisses. Les Dragons Catalans sondent le joueur au cours de la saison 2024 mais l'entraîneur de Salford s'oppose à tout départ de son joueur en cours de saison. O. Partington décide alors finalement de changer de club et s'expatrie en France pour jouer à partir de 2025 aux Dragons Catalans, rejoignant ses anciens partenaires de Wigan R. Navarrete et Sam Tomkins.

## Palmarès
- Collectif :
  - Vainqueur de la Super League : 2018 (Wigan).
  - Vainqueur de la Challenge Cup : 2022 (Wigan).
  - Finaliste de la Super League : 2020 (Wigan).

### Détails en club
| Saison | Saison            | Championnat  | Championnat  | Championnat | Championnat | Championnat | Championnat | Championnat | Coupe         | Coupe      | Coupe | Coupe | Coupe | Coupe | Coupe |
| Saison | Saison            | Comp.        | Class.       | M           | Pts         | Ess.        | Buts        | Dp.         | Comp.         | Class.     | M     | Pts   | Ess.  | Buts  | Dp.   |
| ------ | ----------------- | ------------ | ------------ | ----------- | ----------- | ----------- | ----------- | ----------- | ------------- | ---------- | ----- | ----- | ----- | ----- | ----- |
| 2018   | Wigan Warriors    | Super League | Champion     | 5           | -           | -           | -           | -           | Challenge Cup | 1/4 finale | 0     | -     | -     | -     | -     |
| 2019   | Wigan Warriors    | Super League | Finale prél. | 23          | 8           | 2           | -           | -           | Challenge Cup | 1/8 finale | 0     | -     | -     | -     | -     |
| 2020   | Wigan Warriors    | Super League | Finaliste    | 15          | 4           | 1           | -           | -           | Challenge Cup | 1/2 finale | 2     | -     | -     | -     | -     |
| 2021   | Wigan Warriors    | Super League | 1er tour     | 23          | 4           | 1           | -           | -           | Challenge Cup | 1/4 finale | 2     | -     | -     | -     | -     |
| 2022   | Wigan Warriors    | Super League | Finale prél. | 19          | 4           | 1           | -           | -           | Challenge Cup | Vainqueur  | 2     | -     | -     | -     | -     |
| 2023   | Salford City Reds | Super League | 7e           | 20          | -           | -           | -           | -           | Challenge Cup | 1/4 finale | 2     | -     | -     | -     | -     |
| 2024   | Salford City Reds | Super League | 1er tour     | 22          | 12          | 3           | -           | -           | Challenge Cup | 1/8 finale | 1     | -     | -     | -     | -     |
| 2025   | Dragons Catalans  | Super League |              | 10          | -           | -           | -           | -           | Challenge Cup | 1/2 finale | 4     | -     | -     | -     | -     |